# Česká národní banka

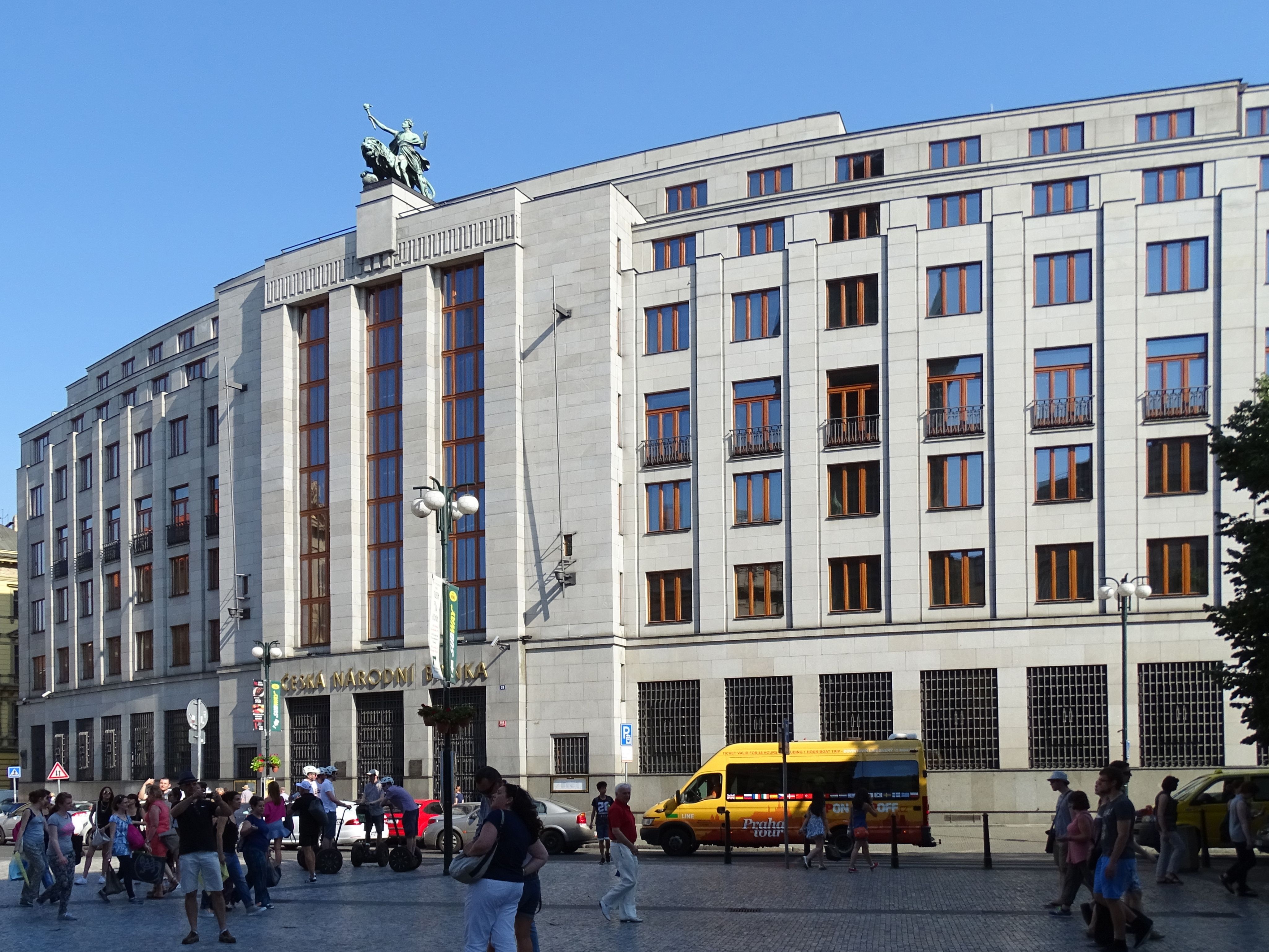
A ČNB prágai székhelye

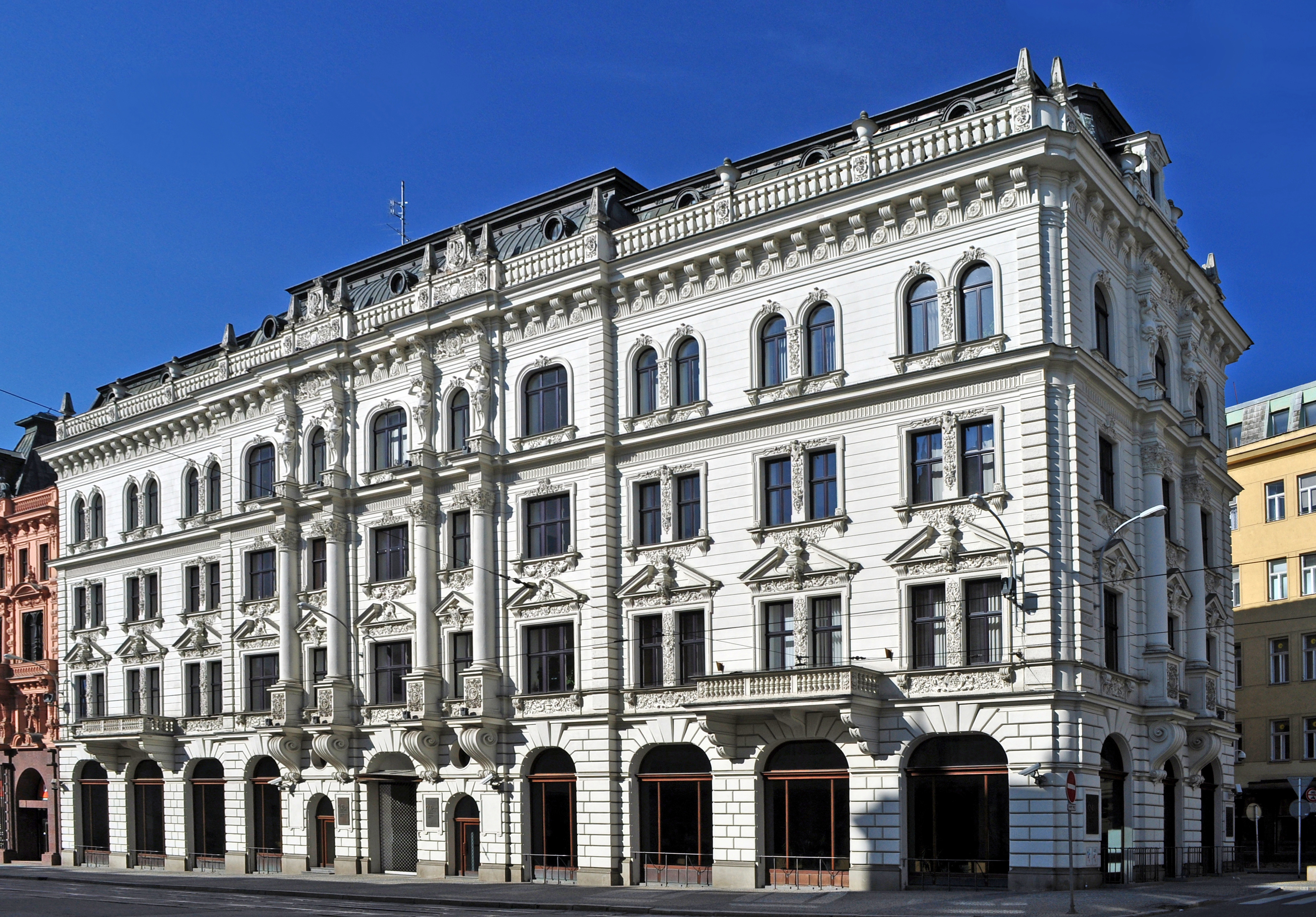
ČNB-fiók, Brno

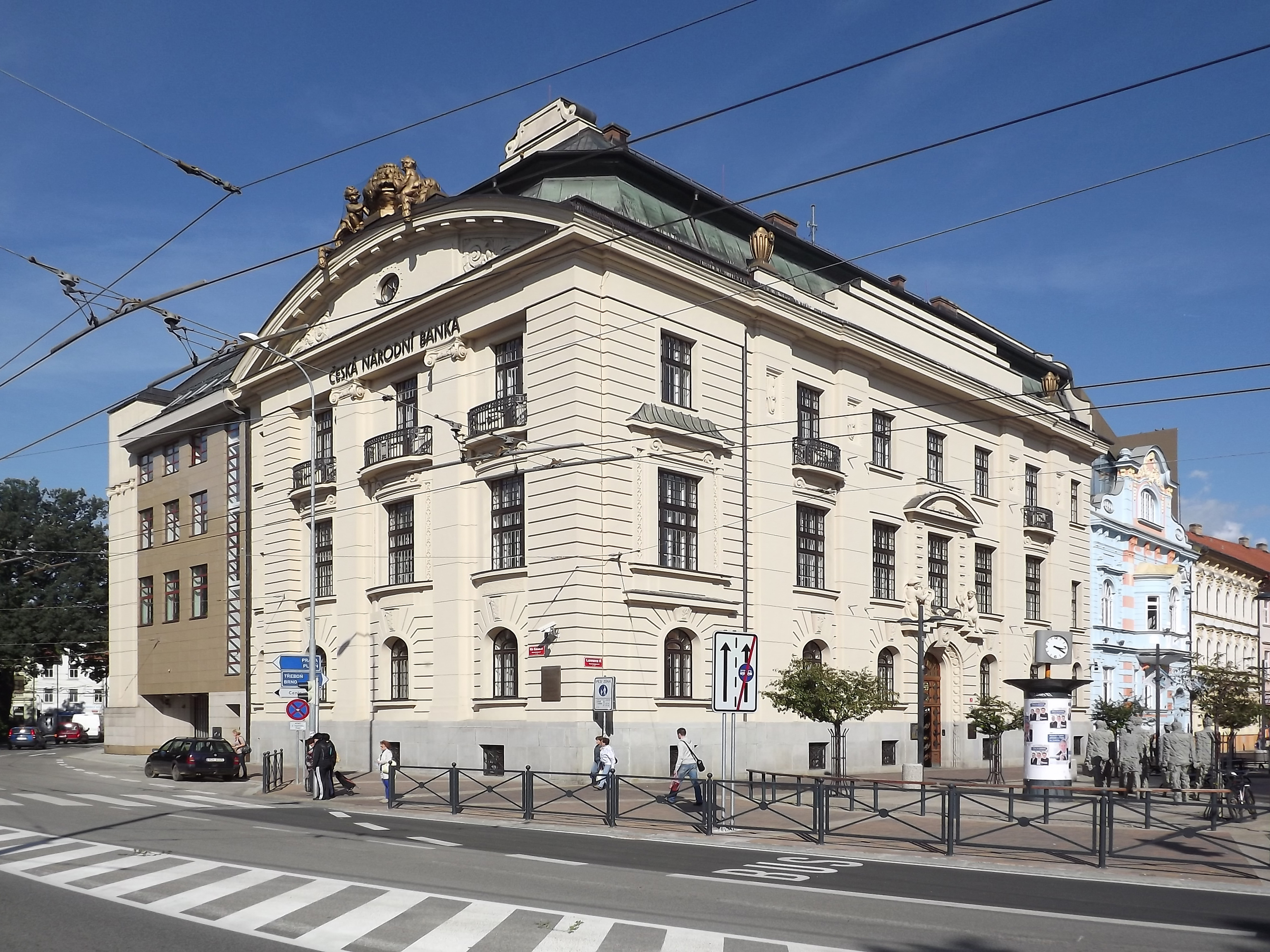
ČNB-fiók, České Budějovice

A Česká národní banka (ČNB, Cseh Nemzeti Bank) Csehország prágai székhelyű központi bankja, a Központi Bankok Európai Rendszernének tagja. A bank elnöke Aleš Michl. Elsődleges célkitűzésével összhangban a ČNB kidolgozza a monetáris politikát, bankjegyeket és pénzérméket bocsát ki, irányítja a pénzforgalmat, fizetési rendszert és a bankok közti elszámolást. Felügyeli továbbá a bankszektort, a tőkepiacot, a biztosítási üzletágat, nyugdíjalapokat, hitelszövetkezeteket, elektronikus pénzintézeteket és a devizagazdálkodást.

## Története

### A Pénzügyminisztérium Banki Hivatala (1919-1926)
A mai Csehország területén az első független banki rendszer a pénzügyminisztérium Banki Hivatala volt. A bankot 1919-ben alapították az új állam megszületése után.
A többi központi bankhoz hasonlóan, a pénzügyminisztérium irányította a pénzforgalmat, kezelte az államadósságot, és pént bocsátott ki. A pénzügyminisztérium szervezetében volt egy tíz főből álló bankbizottság, amelynek tagjait a pénzügyminiszter nevezte ki.
1921 és 1923 között a csehszlovák gazdaság jelentős válságba került. A válságra Alois Rašín pénzügyminiszter szigorú antiinflációs politikát vezetett be a hiperinfláció megakadályozására, ami csökkentette a német és osztrák hiperinfláció hatását. A pénzügyminiszter, akit a válság egyik okozójának tekintettek, népszerűtlenné vált, és 1923. január 5-én a felzendült ifjúság meggyilkolta. A Bankhivatal ebben a formában 1926-ig, Csehszlovákia Nemzeti Bankjának megalakulásáig létezett.

### Csehszlovákia Nemzeti Bankja (1926-1950)
Csehszlovákia Nemzeti Bankja 1926-ban alakult. Az új bank első éveiben a cseh gazdaság virult, a bruttó nemzeti termék (GNP) rekordot döntött, a valuta erős volt. A bankrendszer bővülések a bankok száma 100 felett, a hitelszövetkezetek száma 200 felett volt.
Az 1929-es tőzsdekrachot követően Csehszlovákia gazdasága is válságba került. A központi bank kezdetben antiinflációs politikát folytatott, amely súlyosbította a helyzetet. Ezen túlmenően a központi bank valutakrízist idézett elő a devalvációval és azzal, hogy megtiltotta a valuta aranyra váltását; ezek az intézkedések társadalmi elégedetlenséghez vezettek. Karel Engliš pénzügyminiszter megpróbált véget vetni az antiinflációs politikának azzal, hogy leértékelte a koronát az aranystandard változatlanul hagyása mellett. Vele ellentétben a szociáldemokraták az aranystandard elhagyását javasolták. A különböző politikai pártok eltérő megoldásokat javasoltak a válságból való kilábalásra, ami politikai bizonytalanságot szült, és akadályozta a gazdaság talpraállását. Cégül az aranystandardot elvetették, de a pénzügyminisztérium nem volt képes megoldani a gazdasági problémákat. A közvélemény nyomására Karel Engliš 1931. április 16-án lemondott. Az ország gazdasága csak 1934-ben kezdett lassú fejlődésbe.
A válság egyik fontos hatása az volt, hogy egyre többen támogatták az állami beavatkozás a gazdaságba. A mérsékelt árakat és béreket eredményező árszabályozó rendszerek népszerűsége nőtt. A kormány, amelynek növekedett a hatása a központ bankra, csökkentette a kamatlábakat és leértékelte a koronát.
A második világháborúban a németek által megszállt Csehszlovákia Cseh–Morva Protektorátussá vált, a központi bank neve 1939 és 1945 között Cseh-Morvaország Nemzeti Bankja lett. A megszállás alatt a pénzügyminiszter Josef Kalfus volt. A háború végén a bank visszakapta korábbi nevét. 1945 és 1948 között a bankrendszer szovjet hatásra kezdett elmozdulni az államosítás irányába. 1950-ben a már teljesen államosított központi bank neme Csehszlovákia Állami Bankja lett.

### Csehszlovák Állami Bank (1950-1992)
Az 1950. július 1-jén alakult Csehszlovák Állami Bank államosította az ország bankrendszerét. A kommunizmus idején az Állami Bank egyaránt látott el kereskedelmi banki, jegybanki és befektetési banki tevékenységet. Az új központi bank az állam felügyeleti szerve is volt, és a gazdasági tervezésben is szerepet vállalt. Az Állami Bank felügyelte a két takarékbankot, a másik állami bankot és a devizagazdálkodással megbízott Csehszlovák Kereskedelmi Bankot. 1958-ban az Állami Bank átvette az összes tőkeművelet ellenőrzését, 1970-ben a bankhoz került a devizagazdálkodás irányítása is. Csehszlovákia kettéválása után 1993. január 1-jén a központi bank is kettévált cseh illetve szlovák nemzeti bankokra.

## Céljai
A ČNB elsődleges célja a nemzeti bankról szóló törvény és Csehország alkotmánya szerint az árstabilitás, másodlagos célja pedig a fenntartható gazdasági növekedés elősegítése.

## Szervezete
A bankot az igazgatóság vezeti, amely felel a monetáris politika kidolgozásáért és megvalósításáért. Az igazgatóság hét tagból áll; ezek közül az elnököt és a két alelnököt a köztársasági elnök nevezi ki hat évre. A tagok megbízása legfeljebb egyszer újítható meg. A bank elnöke 2022. július 1-je óta Aleš Michl.

## Fordítás
Ez a szócikk részben vagy egészben  a   Czech National Bank című angol Wikipédia-szócikk ezen változatának fordításán alapul.  Az eredeti cikk szerkesztőit annak laptörténete sorolja fel. Ez a jelzés csupán a megfogalmazás eredetét és a szerzői jogokat jelzi, nem szolgál a cikkben szereplő információk forrásmegjelöléseként.

## További hivatkozások
- A bank honlapja